# Дачаошань
ГЕС Дачаошань (大朝山水电站) — гідроелектростанція на півдні Китаю у провінції Юньнань. Знаходячись між ГЕС Маньвань (вище по течії) та ГЕС Ноцзаду, входить до складу каскаду на одній з найбільших річок Південно-Східної Азії Меконзі (басейн Південно-Китайського моря).
У межах проекту річку перекрили греблею із ущільненого котком бетону висотою 111 метрів та довжиною 460 метрів, яка потребувала 1287 млн м3 матеріалу. На час будівництва воду відвели за допомогою тунелю завдовжки 0,64 км з перетином 15х18 метрів. Гребля утримує водосховище з об'ємом 940 млн м3 (корисний об'єм 360 млн м3), в якому припустиме коливання рівня у операційному режимі між позначками 887 та 899 метрів НРМ (під час повені — до 906 метрів НРМ).
Споруджений у підземному виконанні пригреблевий машинний зал обладнали шістьома турбінами типу Френсіс потужністю по 225 МВт, які використовують напір від 59 до 83 метрів (номінальний напір 73 метри) та забезпечують виробництво 7 млрд кВт-год електроенергії на рік.
Видача продукції відбувається по ЛЕП, розрахованих на роботу під напругою 220 та 500 кВ.